# Hassan el-Haski
Pour les articles homonymes, voir Haski.
Hassan el-Haski, alias Cheikh Hassan, né en 1963 (?), est un terroriste islamiste belge d'origine marocaine, est un des cerveaux présumés des attentats en Espagne et membre Al-Qaïda. Il est arrêté aux îles Canaries, le 17 décembre 2004. 
En 1995, à l'Institut islamique al-Fatah de Damas, il s'occupait de jeunes étudiants marocains, ce qui lui a permis d'engranger de nombreuses relations.
Il serait arrivé en France, fin février 2004 en provenance d'Espagne et était hébergé, avant et après, le jour fatidique du 11 mars, par des militants islamistes à Mantes-la-Jolie et à Goussainville. Selon l'enquête, durant son séjour dans la région parisienne, il résida aussi dans un appartement des Pavillons-sous-Bois et fréquenta un restaurant grec de Clichy-sous-Bois tenu par un sympathisant islamiste, interpellé en décembre 2005. Il fréquentait aussi de nombreux cybercafés et passait son temps à surfer sur des sites islamistes.
Mais son réseau d'amis est entièrement démantelé lors de deux opérations policières : le 19 mars, la police belge, lors de l'opération « asperge », interpelle six de ses amis, liés au groupe GICM, dans la commune de Maaseik (Limbourg), et le 5 avril, la DST française, arrête six autres de ses amis islamistes dans la région parisienne. Hassan échappe ce jour-là par miracle au coup de filet, mais il est désormais traqué de près et seul. Il se réfugie à Metz mais décide de revenir à Paris dans la voiture d'un militant islamiste d'Évreux.
Le 11 avril 2004, alors qu'il était recherché par Interpol et selon l'acte d'accusation du juge espagnol Juan del Olmo contre les auteurs des attentats de Madrid du 11 mars 2004, il s'était rendu au congrès de l'UOIE, au Bourget pour rencontrer discrètement de nouveaux contacts et organiser sa cavale aux Îles Canaries. [réf. souhaitée]